# Flaga województwa dolnośląskiego
Flaga województwa dolnośląskiego – symbol województwa dolnośląskiego. Flaga ta przedstawia złoty płat o proporcjach 5:8, na którym umieszczony jest centralnie czarny orzeł dolnośląski.

## Historia
Flagę województwa dolnośląskiego przyjął Sejmik Województwa Dolnośląskiego uchwałą Nr XXVI/483/2000 z dnia 27 października 2000 roku. Flaga ta przedstawiała dwa poziome pasy (górny biały, dolny czerwony), oraz herb województwa dolnośląskiego, czyli czarny orzeł na złotej tarczy herbowej.
Została ona zniesiona, po wniesieniu do Sejmiku skargi Wojewody Dolnośląskiego, uchwałą Nr XXI/298/08 z dnia 31 stycznia 2008 r.
Nowa flaga została ustanowiona Uchwałą Nr XXXI/496/08 Sejmiku Województwa Dolnośląskiego z dnia 30 października 2008 r.
Po negatywnej opinii Komisji Heraldycznej 23 lipca 2009 r. Uchwałą Nr XLIII/696/09 Sejmiku Województwa Dolnośląskiego, przyjęto projekt nowej flagi. Flaga ta została ustanowiona Uchwałą Nr XLVII/810/09 Sejmiku Województwa Dolnośląskiego z dnia 17 grudnia 2009 r..

## Symbolika herbu oraz dawnej flagi
Lokalni zwolennicy „polskiego elementu” (w herbie i we fladze regionu) z Marią Berny (SLD) na czele, aby odciąć się od niemieckiej przeszłości, wymyślili, by za herb województwa dolnośląskiego przyjąć herb książąt brzesko-legnickich, na którego czterech polach naprzemiennie występuje orzeł śląski i szachownica biało-czerwona (chociaż szachownice owe w istocie wyrażały pretensje tych książąt do Moraw). Na skutek szeroko zakrojonej akcji społecznej „Gazety Wyborczej” (pod nazwą „Jestem Dolnoślązakiem”) odwiedziono od idei „polskiego elementu” owych polityków, którzy tymczasem chcieli przyjmować herb nagrobny Henryka Probusa (biały orzeł w złotej koronie, na czerwonym polu), choć ten akurat wyrażał dążenia księcia do zostania królem Polski. W efekcie symbolem Dolnego Śląska został herb największych książąt śląskich: Henryków Brodatego i Pobożnego, bez zbędnych dodatków.
Flaga Dolnego Śląska w tej wersji, zdaniem Macieja Łagiewskiego, dyrektora Muzeum Miejskiego we Wrocławiu, była nieestetyczna (kolory się „gryzą”). Była też sprzeczna z polską tradycją heraldyczną i weksylologiczną, stanowiącą, że flaga może składać się jedynie z barw użytych w herbie.
23 lipca 2009 r., po uwzględnieniu uwag Komisji Heraldycznej przy MSWiA, radni sejmiku uchwalili nowy kształt orła, ustalono też zasady posługiwania się herbem i flagą województwa.